# 浜添伸也
浜添 伸也（はまぞえ しんや、1984年9月6日 - ）は、日本の男性声優。石川県出身。アクロス エンタテインメント所属。

## 来歴
2006年4月から2007年4月までケッケコーポレーションに所属していた。6年間のフリー期間を経て、2013年5月よりアクロス エンタテインメントに所属。

## 人物
趣味・特技は剣道、腕相撲、散歩、ボイスパーカッション（少々）。中原茂のラジオにゲスト出演した際、中原のラップに合わせてボイスパーカッションを披露した。

## 出演
太字はメインキャラクター。

### テレビアニメ
2007年
- ケンコー全裸系水泳部 ウミショー（戸部純、男子生徒）

2008年
- 黒塚 KUROZUKA（スリ、兵士B、兵士C、武者C、兵士A、地誘C）
- 忍たま乱太郎

2009年
- 川の光
- 東京マグニチュード8.0（野々宮健斗、ハイパーレスキュー隊、警備員、陸上自衛官、ボランティア 他）
- ヒゲぴよ（編集さん、ヤシチ、司会者、宅配便屋さん）
- 名探偵コナン（ガヤ）
- 夢色パティシエール（2009年 - 2010年、安堂千乃介、アンディー、男A、男客A） - 2シリーズ

2010年
- ヴァイス・サヴァイヴR（凶暴うさぎ）
- おじゃる丸（2010年 - 2011年、亡き者、町の人）
- 学園黙示録 HIGHSCHOOL OF THE DEAD（石井、丸山、機動隊員、警官、部下 他）
- 世紀末オカルト学院（司会者）
- ハートキャッチプリキュア!（男子生徒）
- WORKING!!（客(1)）

2011年
- Rio RainbowGate!（ロバート、男A、カメラマン、客B 他）

2012年
- おしりかじり虫（ガブレロ）
- 神様はじめました（男子生徒、ヤンキー、御手洗、妖怪イソギンチャク、田中 他）
- 新世界より（怜）
- それいけ!アンパンマン（2012年 - 2023年、つみきまん〈2代目〉、ギョクロくん〈2代目〉）
- HUNTER×HUNTER（第2作）（2012年 - 2013年、コルトピ、リン、ラモット）

2013年
- 惡の華（小島建）
- 義風堂々!! 兼続と慶次（羽茂兵、藤田兵、息子、犬）
- サムライフラメンコ（2013年 - 2014年、AD、男性B、アナウンサー、保安員、公安A、マネージャー）
- スパロウズホテル（客C、男A、親方、客A、客D）
- 世界でいちばん強くなりたい!（観客）
- ちび☆デビ!（ミツル先生）
- デュエル・マスターズ ビクトリーV3（2013年 - 2014年、青砥礼二）
- ぴっちぴち♪しずくちゃん（ソープ王子）
- ファンタジスタドール（桜井）
- 問題児たちが異世界から来るそうですよ?（兵士たち、通行人、シュトロム、ディーン、石垣の巨人 他）
- ゆうとくんがいく

2014年
- アカメが斬る!（トローマ）
- いなり、こんこん、恋いろは。（カメムシ神）
- おにくだいすき!ゼウシくん（お父さん、しょうが太郎、うし、なま太、ぽせいとん）
- オレカバトル（剣士ダンテ / 魔剣士ダンテ、死神モート、雷鬼ナルカミ、猫）
- カリメロ（パッポ）
- 寄生獣 セイの格率（2014年 - 2015年、長井和輝、ヤクザ組員、三田、川田、加藤 他）
- SHIROBAKO（佐々木、清野）
- スペース☆ダンディ（アンドロ星人、アナウンサー、郵便星人、ハエ先生、ミサーワ星人 他）
- それでも世界は美しい（貴族）
- とある飛空士への恋歌（ミツオ・フクハラ、男性アナ）
- ナンダカベロニカ（先生）
- 幕末Rock
- ハマトラ（イケメン）
- ピンポン THE ANIMATION（浜ちょん）
- ブラック・ブレット（オペレーター）
- 魔法少女大戦（闇辺会員A、九千坊マガツヒ）
- 蟲師（蟲師、トキの父、万作の息子、ゲンの父、タキの夫、男 他） - 1シリーズ + 特別篇

2015年
- うたの☆プリンスさまっ♪ マジLOVEシリーズ（2015年 - 2016年、監督、熱血映画監督） - 2シリーズ
- オーバーロード（2015年 - 2018年、騎士達、ゴブリン、イグヴァルジ、イグヴァ＝41、ジュゲム 他） - 3シリーズ
- おまかせ!みらくるキャット団（しろのすけ）
- ガンダム Gのレコンギスタ（ジット要員）
- 銀魂（2015年 - 2018年、クリス星人、紫雀 / バルカス〈少年時代〉） - 2シリーズ
- 攻殻機動隊 ARISE ALTERNATIVE ARCHITECTURE（ヤノザキ、警部補）
- GON -ゴン-（クンカ）
- 実は私は（輪投げ屋）
- 城下町のダンデライオン（泥棒2）
- デュラララ!!×2（2015年 - 2016年、アナウンサー、男性、チーマー、ヘブンスレイブ、刑事） - 3シリーズ
- トライブクルクル（ビリー）
- トリアージX（荒波大成）
- ノラガミ ARAGOTO（タケミカヅチ）
- FAIRY TAIL（シベール）
- ブレイブビーツ（カンクロー）
- 放課後のプレアデス（天文台職員）
- ヤング ブラック・ジャック（モクサン）
- ローリング☆ガールズ（たつ彦、泥棒、阿漕、石作組員、村人 他）
- ワンパンマン（2015年 - 2019年、マルゴリ、グランドドラゴン、桃源団団員、喪服サスペンダー、グロリバース 他） - 2シリーズ

2016年
- うさかめ（花屋、くるみ父、先生）
- カードファイト!! ヴァンガードG シリーズ（2016年 - 2018年、若水ソウスケ / ダークフェイス、メガコロニー戦闘員） - 2シリーズ
- カミワザ・ワンダ（2016年 - 2017年、メガガ、ケシゴミン、ミライの父、スケミン）
- 逆転裁判 〜その「真実」、異議あり!〜（マキシミリアン・ギャラクティカ / 山田耕平）
- くまみこ（客）
- 甲鉄城のカバネリ（武士）
- 坂本ですが?（シェフ）
- 昭和元禄落語心中（散髪屋の客）
- 新あたしンち（店員）
- チア男子!!（テニスサークルの先輩）
- DAYS（ユキチ）
- とんかつDJアゲ太郎（室満夫、老人客）
- 91Days（男）
- 夏目友人帳 シリーズ（2016年 - 2017年、祓い人たち、祓い屋） - 2シリーズ
- 虹色デイズ（真田泰蔵、アナウンス）
- ねこねこ日本史（2016年 - 2021年、井伊直政、安倍晴明、前田利家、快慶、永倉新八、山本勘助、豊臣秀長、観阿弥 他） - 5シリーズ
- はんだくん（大谷太、級友C、消しゴムボーイズ、3年B、サイコ）
- B-PROJECT〜鼓動*アンビシャス〜（ステージディレクター、カメラマン、スタッフ、ぬいぐるみMC、役者）
- マクロスΔ（人々）
- 霊剣山 星屑たちの宴（孫）

2017年
- ACCA13区監察課（バードン支部局員、ブール、区民、刺客、警官）
- チェインクロニクル 〜ヘクセイタスの閃〜（アレス、バルドル、兵士）
- 龍の歯医者
- BORUTO-ボルト- NARUTO NEXT GENERATIONS（2017年 - 、結乃イワベエ、鵺、車掌、川の国調査団・団長 他）
- 100%パスカル先生（北野ゆうすけ、民3）
- つぐもも（中島、エコちゃん）
- 王室教師ハイネ（老人客、スメルジャコフ、少年）
- ベイブレードバースト ゴッド（ガゼム・マダール）
- 恋と嘘（伊勢崎健太、遠藤）
- Re:CREATORS（関係者）
- 将国のアルタイル（ロットウルムB、ロットウルムA、コンラート）
- アイドルタイムプリパラ（ミミ子の父）
- マーベル フューチャー・アベンジャーズ（ブルーノ）
- 地獄少女 宵伽（松尾）
- 魔法陣グルグル（プラトー教徒A、ニャポーン）
- デジモンユニバース アプリモンスターズ（ウラテクモン）
- 徒然チルドレン（野呂明政、坂本太郎）
- 王様ゲーム The Animation（安達信吾）
- アイドルマスター SideM（AD、たこやき屋店主）
- DYNAMIC CHORD（吾川）
- キノの旅 -the Beautiful World- the Animated Series（シェフB）
- 鬼灯の冷徹（臛臛婆長老）
- ラララ ララちゃん★ウチュ〜にムチュ〜★（サルミアッキ）

2018年
- 博多豚骨ラーメンズ（紫乃原）
- ラーメン大好き小泉さん（通行人B)
- デスマーチからはじまる異世界狂想曲（目玉魔族）
- キリングバイツ（増田康彦）
- 斉木楠雄のΨ難（男子生徒C、配達員）
- ハクメイとミコチ（クマネズミ）
- 魔法使いの嫁（ヨセフの村の人々）
- 覇穹 封神演義（妖怪〈鳥〉）
- ソードアート・オンライン オルタナティブ ガンゲイル・オンライン（2018年 - 2024年、トムトム） - 2シリーズ
- あまんちゅ!〜あどばんす〜（参加者）
- ゴールデンカムイ（盗人）
- ヒナまつり
- Phantom in the Twilight（客A）
- 妖怪ウォッチ シャドウサイド（2018年 - 2019年、左近、闇吉）
- ゾイドワイルド（2018年 - 2019年、ウッキー）
- キラキラハッピー★ ひらけ!ここたま（2018年 - 2019年、シェフ、すずなの父、ドクドクター）

2019年
- おしりたんてい（水牛 / スイソイ、マレーヤマアラシ）
- カワウソラボ（マスター）
- ブギーポップは笑わない（売人、手下、役員、コメンテーター、警備員 他）
- 爆丸バトルプラネット（2019年 - 2020年、チコ）
- ヴィンランド・サガ（2019年 - 2023年、アシェラッド傭兵団員、族長、トカゲ） - 2シリーズ

2020年
- GREAT PRETENDER（刑務官、店長）
- ノー・ガンズ・ライフ（ファイブ）
- 憂国のモリアーティ（2020年 - 2021年、乗務員A、男貴族A） - 2シリーズ

2021年
- 遊☆戯☆王SEVENS（ゴーハ社幹部）
- 東京リベンジャーズ（マサルくん）
- コロコロアニマル おとぎばなし（レギュラー）
- TSUKIPRO THE ANIMATION 2（若月日向）
- Sonny Boy（ブルー、現場監督）
- 俺、つしま（巡査）
- キングダム（2021年 - 2024年、我呂） - 3シリーズ

2022年
- ハコヅメ〜交番女子の逆襲〜（敷根）
- ヒューマンバグ大学 -不死学部不幸学科-（ミゲル）

2023年
- とんでもスキルで異世界放浪メシ（護衛A）
- 異世界召喚は二度目です（憲兵）

2024年
- 忘却バッテリー（若者たち）

2025年
- 真・侍伝 YAIBA（カメレオンボナパルト）

### 劇場アニメ
- 劇場版 HUNTER×HUNTER -The LAST MISSION-（2013年、リンセン）
- 攻殻機動隊 ARISE border:3 Ghost Tears（2014年、ヤノザキ）
- 機動戦士ガンダム サンダーボルト DECEMBER SKY（2016年、ショーン・ミタデラ）
- 君の名は。（2016年、田中）
- ポッピンQ（2016年、ダース）[34]
- ひるね姫 〜知らないワタシの物語〜（2017年）
- 劇場版 FAIRY TAIL -DRAGON CRY-（2017年、ストラ兵 隊長）
- 夜明け告げるルーのうた（2017年、板前）
- 曇天に笑う 外伝（2017年、風魔）
- 映画 妖怪学園Y 猫はHEROになれるか（2019年、シャイニングボーイ）
- 映画 ねこねこ日本史 〜龍馬のはちゃめちゃタイムトラベルぜよ!〜（2020年、明智光秀、井伊直政、那須与一、藤原泰衡、足利義視）
- 映画 さよなら私のクラマー ファーストタッチ（2021年、本村）

### OVA
2008年
- デトロイト・メタル・シティ（デスレコーズ従業員、DMCファン、ライター、TMT ギター、スタッフ、リョータ）

2010年
- 夢色パティシエール 胸キュン♥トロピカルアイランド!（安堂千乃介）

2011年
- 英雄伝説 空の軌跡 THE ANIMATION（カプア一家）
- 世紀末オカルト学院「さよならツッチー」（専門家A）※BD / DVD 第5巻収録
- 装甲騎兵ボトムズ Case;IRVINE
- .hack//Quantum（ギルドメンバー）

2012年
- くっつきぼし
- 流れ星レンズ（友達1）

2013年
- にじいろ☆プリズムガール 第2話 ふたりの天才（スタッフ） - 『ちゃお』2013年11月号付録
- 問題児たちが異世界から来るそうですよ? 〜温泉漫遊記〜（ディーン） - 小説第8巻Blu-ray同梱版

2014年
- 史上最強の弟子ケンイチ（ファイター） - 単行本第55巻OVA付き特装版
- ノラガミ（生徒A） - コミックス10巻DVD付き特別版に収録
- 無邪気の楽園（男子） - コミックス第6巻 特典DVD

2015年
- デュラララ!!×2 承 外伝!? 第4.5話「私の心は鍋模様」（中学生）
- ニンジャスレイヤー フロムアニメイシヨン（ビーハイヴ）
- ワンパンマン（チンピラB） - コミックス第10巻アニメDVD同梱版

2016年
- デジモンアドベンチャー tri. 第3章「告白」
- 虹色デイズ（真田泰蔵） - コミックス第13巻アニメDVD同梱版

### Webアニメ
- 武装神姫 Moon Angel（2011年、ゼルノグラードマスター）
- MOBILE SUIT GUNDAM THUNDERBOLT（2015年、ショーン・ミタデラ）
- ホイッスル!（ボイスリメイク版）（2016年、加地村天翔[35]、選手）
- ゴハンスキー（2017年、店長）
- めんトリ（2017年、ヒデヨシ）
- DEVILMAN crybaby（2018年、住職）
- 爆丸アーマードアライアンス（2020年 - 2021年、チコ）
- HEROES(ヒーローズ)～Legend of Battle Disks～（2022年、ユンゲル[36]）
- 爆丸レジェンズ（2023年、チコ）
- どうすりゃいいんだ チョサクケン～ただしくチョサクブツをつかうために～（2024年、赤城リュウジ[37]）

### ゲーム
2006年
- Yo-Jin-Bo 〜運命のフロイデ〜（風魔忍者、大工）

2007年
- ウミショー（戸部純、司会）

2009年
- R-TYPE TACTICS II -Operation BITTER CHOCOLATE-（ジェラルド・マッケラン）
- アマガミ（樹里路美雄）
- ギャラクシーエンジェルII 永劫回帰の刻（ジュレ・サムソー）
- なりそこない英雄譚〜太陽と月の物語〜（風の神官ゼルフ）

2010年
- デュラララ!! 3way standoff
- 夢色パティシエール マイスイーツ☆クッキング（安堂千乃介）

2011年
- デュラララ!! 3way stand off -alley-
- どきどきすいこでん（佐保志 騎士）

2012年
- モンスター烈伝 オレカバトル（雷鬼ナルカミ、剣士ダンテ / 魔剣士ダンテ / 魔界の門番ダンテ /魔海の番人ダンテ / 薄氷の剣士ダンテ、死神モート / 死神王モート）
- パチパラ3D 大海物語2 With アグネス・ラム 〜パチプロ風雲録・花 消されたライセンス〜（加賀梅太郎）

2013年
- CONCEPTIONII 七星の導きとマズルの悪夢（ラウル）
- The Wonderful 101（ワーナ）
- ソードアート・オンライン -インフィニティ・モーメント-
- パチパラ3D デラックス海物語 〜パチプロ風雲録・花 孤島の勝負師たち〜（犬飼）

2014年
- コアマスターズ（ナオザード）
- ソードアート・オンライン -ホロウ・フラグメント-

2015年
- 聖闘士星矢（仔獅子星座 蛮）
- 武器よさらば（クヘイジ）
- ぷよぷよ!!クエスト（2015年 - 2017年、ノーム、リチャード）

2016年
- シノビナイトメア（バイケン）
- 戦魂-SENTAMA-（四井主馬）
- 誰ガ為のアルケミスト（ガイン、クダンシュタイン）
- 薔薇に隠されしヴェリテ（プロヴァンス伯爵）
- バンドやろうぜ!

2017年
- エルソード（エミリート）
- カクテル王子（アドニス）
- クイズRPG 魔法使いと黒猫のウィズ（バッカレイ・ヴェリティ）
- ベイブレードバースト ゴッド（ガゼム・マダール）
- 蝶々事件ラブソディック（加瀬剛）
- ミラクルニキ（ショーン）

2018年
- 少女とドラゴン-幻獣契約クリプトラクト-（ギュスト、シュヴァイン、サンドタイガー）
- ブレイブリーデフォルト フェアリーズ エフェクト（ドン・クールサイン）
- 実況パワフルプロ野球2018（鞍馬貴史）
- ファイトリーグ（性悪ストローカー ヴァルチャ）
- メイド イン ワリオ ゴージャス（マスター・マンティス、オービュロン）
- ベイブレードバースト バトルゼロ（ガゼム・マダール）

2019年
- MASS FOR THE DEAD（イグヴァ）

2020年
- 龍が如く7 光と闇の行方

2021年
- おすそわける メイド イン ワリオ（オービュロン、マンティス）
- 聖闘士星矢 ライジングコスモ（子獅子星座・蛮）

2022年
- 東京リベンジャーズ ぱずりべ！全国制覇への道（マサル君）

2023年
- 超おどる メイド イン ワリオ（オービュロン、マンティス）

### ドラマCD
- 神様はじめました 〜鬼神と野狐の戯れ〜（父）
- キミキス ドラマCD セカンドシーズン Vol.2　ドキドキ◇サマーバケーション〜水澤摩央編〜（男B）
- 西遊記異聞（修行僧2）
- ダブルクロス〜トワイライト〜（ティラムバラム）
- テラフォーマーズ
- ななぶん -Graduation- 七崎高校卒業式（吉田充）
- 蜂の巣
- 薔薇王の葬列（ボウンズ）
- Barico 珈琲円舞曲 -coffee waltz-
- 武将学園 シリーズ（伊達政道）[47][注 1]
  - 第一巻＜初陣＞
  - 第二巻＜弐陣＞
- BLUE ROSES 〜妖精と青い瞳の戦士たち〜 AFTER BLUE STORY
- Yo-Jin-Bo 〜蒼月城の魔剣〜（鬼侍）
- ワンパンマン マジCD DRAMA & SONG VOL.02（喪服サスペンダー）

### BLCD
- セカンドシークレット（ヒーローレッド）
- カーストヘヴン 1・2（化学教師）
- 新装版 Nobody Knows（さいとう、客）
- 抱かれたい男1位に脅されています。1（スタッフ）
- 抱かれたい男1位に脅されています。3（編集長）
- デビルズハニー（村瀬）
- ファンタジー彼氏（兵士1）
- リンクス -Links-（男子生徒）

### 吹き替え

#### 映画
- 愛と青春の旅だち ※VOD版
- イージー（オデナカ）
- ヴァンパイア・アカデミー（クリスチャン・オゼラ）
- 21オーバー 最初の二日酔い（ジェイデン）
- パイオニア （マイク）
- ビューティフル・クリーチャーズ 光と闇に選ばれし者（ラーキン）
- Halo 4： Forward Unto Dawn（ウォルター・ヴィッカース）
- ラストデイズ（ダニ、ルーカス）

#### ドラマ
- いつだってベストフレンド（ネッド）

#### アニメ
- LEGO CITY ADVENTURES（クレモンス）
- バンピリーナとバンパイアかぞく（パット）
- レジェンド・クエスト（英語版）（2017年、アレブリヘ） ※Netflix制作/配信
- ロック・ドッグ（2020年、アンガス・スキャッターグッド[48]） ※Netflix配信

### 特撮
- スーパー戦隊シリーズ
  - 魔進戦隊キラメイジャー（2020年、リセットボタン邪面の声[49]）
  - ナンバーワン戦隊ゴジュウジャー（2025年、運動会ノーワンの声[50]）

### デジタルコミック
- J:COM オン デマンド・ビデオパス モーションコミック 高校デビュー（2013年、小宮山ヨウ）
- J:COM オン デマンド・ビデオパス モーションコミック ヒロイン失格（2014年、寺坂利太）
- J:COM オン デマンド・ビデオパス モーションコミック ミックスベジタブル（2014年、日向隼人）
- VOMIC γ -ガンマ-（2014年、ホーネットマン）
- MOKURI〜ア・ピアチュール音楽祭〜（2021年、シュラム[51]）
- 異世界に転生したら投資を勧められた件（2021年、モンスター（コロヒー）[52]）

### ナレーション
- THEイケてる会社
- ABUデジスタ・ティーンズ 番宣

### CM
- SINGLE HITS COLLECTION Best Of avex anime

### ラジオCM
- クラノア「クラノア-yesterday once more-」
- 花宵ロマネスク　
  - 愛と哀しみ -それは君のためのアリア- OP&ED
  - オリジナル童話朗読CD「花緊縛」
- ラブルートゼロ
  - キャラクターCD「恋する午後3時」「孤独マテリアル」
  - イベントDVD「コイゴコロ咲く花」
  - 「Do you wanna kiss me? ラブ√1/3」

### ラジオ
※はインターネット配信。
- おしゃべりのじ缶（2010年 - 2011年、おしゃ缶公式HP※）[注 1]

### ラジオドラマ
- 花の慶次（2014年、四井主馬、水丸）

### 映像商品
- 小野友樹×浜添伸也 はぢめてやっちゃいました! 〜2人で仲良くはじめてのダンス〜（2015年）
- MARINE SUPER WAVE LIVE DVD 2015（2015年）※オノパラダイスカファミリー（小野友樹・江口拓也・浜添伸也）

### 舞台
- わが町 能登演劇堂公演出演
- 夏の夜の夢 能登演劇堂公演出演
- 無名塾「ウインザーの陽気な女房たち」能登演劇堂公演出演
- 歌を忘れたカナリヤたち エンジェルからの贈り物（沢森風音）
- 恋ギグ〜乙女ゲーなのにBL〜（トラ）
- ふぁんふぁんふぁんプロデュース公演 プンダリーカライブ「杜子春」（杜子春）

### PV
- 新幹線変形ロボ シンカリオン E7かがやき 石川弁Ver.
- ハンゲーム スペシャルフォース（出演）
- mihimaruGT 「約束」（出演）

### アプリ
- TOYOTA×KDDI Driving BARISTA

## ディスコグラフィ

### キャラクターソング
| 発売日         | 商品名                                           | 歌                                     | 楽曲                   | 備考                             |
| -------------- | ------------------------------------------------ | -------------------------------------- | ---------------------- | -------------------------------- |
| 2016年10月19日 | TVアニメ『はんだくん』オリジナルサウンドトラック | 金城美代子（本渡楓）、消しゴムボーイズ | 「イレイサーボーイズ」 | テレビアニメ『はんだくん』挿入歌 |

### その他参加楽曲
| 発売日         | 商品名                                                 | 歌                                                         | 楽曲                   | 備考                                     |
| -------------- | ------------------------------------------------------ | ---------------------------------------------------------- | ---------------------- | ---------------------------------------- |
| 2015年10月28日 | 小野友樹のオノパラ！テーマソング「オノパラダイスキ！」 | オノパラダイスカファミリー（小野友樹、江口拓也、浜添伸也） | 「オノパラダイスキ！」 | ラジオ番組『小野友樹のオノパラ！』テーマ |